# Шевченкове (Новоолександрівський старостинський округ № 7)
Шевче́нкове —  село в Україні, у Великобурлуцькій селищній громаді Куп'янського району Харківської області. Населення становить 109 осіб. До 2020 орган місцевого самоврядування — Новоолександрівська сільська рада.

## Географія
Село Шевченкове знаходиться за 2 км від села Красне і за 3 км від села Нова Олександрівка, по селу протікає пересихаючий струмок на якому зроблені загати, за 2 км проходить автомобільна дорога Т 2111.

## Історія
1699 — дата заснування.
12 червня 2020 року, відповідно до розпорядження Кабінету Міністрів України № 725-р «Про визначення адміністративних центрів та затвердження територій територіальних громад Харківської області», увійшло до складу Великобурлуцької селищної громади.
19 липня 2020 року, в результаті адміністративно-територіальної реформи та ліквідації Великобурлуцького району, село увійшло до складу Куп'янського району Харківської області.
24 лютого 2022 року почалася російська окупація села.
11 вересня 2022 року під час слобожанського контрнаступу Збройних сил України від російських окупантів звільнено населені пункти Великобурлуцької селищної територіальної громади.

## Економіка
- В селі є молочно-товарна ферма.

## Об'єкти соціальної сфери
- Школа.